# Championnat de Jordanie de football 2015-2016
Navigation
Saison précédente Saison suivante
La saison 2015-2016 du Championnat de Jordanie de football est la soixante-septième édition du championnat de première division en Jordanie. La compétition est disputée sous forme de poule unique où les douze meilleurs clubs du pays s'affrontent deux fois au cours de la saison, à domicile et à l'extérieur. En fin de saison, les deux derniers du classement sont relégués et remplacés par les deux meilleurs clubs de deuxième division.
C'est le double tenant du titre, Al-Weehdat Club, qui est à nouveau sacré cette saison après avoir terminé en tête du classement final, avec deux points d'avance sur Al-Faisaly Club et trois sur Al-Ahli Amman. Il s'agit du quinzième titre de champion de Jordanie de l'histoire du club.

## Les clubs participants
- Al-Weehdat Club
- Al-Faisaly Club
- Al-Jazira Amman
- That Ras
- Al Buqa'a
- Al Hussein Irbid
- Al Ramtha Sports Club
- Al-Sareeh SC
- Shabab Al-Ordon Club
- Al-Asalah – Promu de D2
- Kufarsoum SC – Promu de D2
- Al-Ahli Amman

## Compétition
Le barème utilisé pour établir le classement est le suivant :
- Victoire : 3 points
- Match nul : 1 point
- Défaite : 0 point

### Classement
| Rang | Équipe                | Pts | J  | G  | N  | P  | Bp | Bc | Diff |
| ---- | --------------------- | --- | -- | -- | -- | -- | -- | -- | ---- |
| 1    | Al-Weehdat ClubT      | 38  | 22 | 11 | 5  | 6  | 29 | 19 | +10  |
| 2    | Al-Faisaly Club       | 36  | 22 | 10 | 6  | 6  | 29 | 20 | +9   |
| 3    | Al-Ahli AmmanC        | 35  | 22 | 10 | 5  | 7  | 22 | 21 | +1   |
| 4    | Al-Jazira Amman       | 34  | 22 | 9  | 7  | 6  | 21 | 13 | +8   |
| 5    | Shabab Al-Ordon Club  | 33  | 22 | 9  | 6  | 7  | 28 | 25 | +3   |
| 6    | Al Ramtha Sports Club | 31  | 22 | 7  | 10 | 5  | 23 | 18 | +5   |
| 7    | Al Hussein Irbid      | 30  | 22 | 8  | 6  | 8  | 28 | 27 | +1   |
| 8    | That Ras              | 28  | 22 | 7  | 7  | 8  | 22 | 24 | -2   |
| 9    | Al Buqa'a             | 28  | 22 | 7  | 7  | 8  | 21 | 23 | -2   |
| 10   | Al-Sareeh SC          | 25  | 22 | 5  | 10 | 7  | 19 | 22 | -3   |
| 11   | Kufarsoum SCP         | 24  | 22 | 5  | 9  | 8  | 21 | 30 | -9   |
| 12   | Al-AsalahP            | 12  | 22 | 2  | 6  | 14 | 14 | 35 | -21  |

|  | Qualification pour le tour préliminaire de la Ligue des champions de l'AFC 2017          |
|  | Qualification pour la Coupe de l'AFC 2017                                                |
|  | Relégation directe en deuxième division                                                  |
|  | T : Tenant du titre C : Vainqueur de la Coupe de Jordanie P : Promu de deuxième division |

## Bilan de la saison
| Championnat de Jordanie de football 2015-2016         |                             |
| Champion                                              | Al-Weehdat Club (15e titre) |
| Coupes et trophées                                    |                             |
| Vainqueur de la Coupe de Jordanie 2015-2016           | Al-Ahli Amman               |
| Qualifications continentales                          |                             |
| Ligue des champions de l'AFC 2017 (tour préliminaire) | Al-Weehdat Club             |
| Coupe de l'AFC 2017                                   | Al-Ahli Amman               |
| Promotions et relégations                             |                             |
| Promus en Jordan League                               | Mansheyat Bani Hasan        |
| Promus en Jordan League                               | Shabab Al-Hussein           |
| Relégués en First Division                            | Kufarsoum SC                |
| Relégués en First Division                            | Al-Asalah                   |